# Plaça de Lesseps
La plaça de Lesseps és una plaça de Barcelona que es troba al límit dels districtes de Gràcia i Sarrià - Sant Gervasi. Abans del 1895 s'anomenava popularment la plaça dels Josepets, pel convent dels carmelitans de Santa Maria de Gràcia, i a mitjans del segle XVII s'anomenava pla de Cassoles, probablement per l'existència de gorgs en la riera de Cassoles al pas per la plaça.
Està situada a la intersecció de la ronda del General Mitre, la ronda del Mig (que la travessa subterràniament), l'avinguda de la República Argentina, el carrer Riera de Vallcarca, l'avinguda de Vallcarca, el carrer de la Mare de Déu del Coll, la Travessera de Dalt, el carrer de Santa Perpètua, el carrer del Torrent de l'Olla, el carrer de Pérez Galdós, el carrer Gran de Gràcia i l'avinguda de la Riera de Cassoles. Els carrers de Septimània i Bisbe Morgades arribaven a la plaça de Lesseps, fins que el 1971 la ronda General Mitre es va prolongar fins a la plaça.
La plaça està dedicada a Ferdinand-Marie de Lesseps i Crevinyi (1805-1894), un diplomàtic i empresari francès que va exercir com a cònsol de França a Barcelona i va impulsar el Canal de Suez i el Canal de Panamà. A més a més, va intervenir en contra del bombardeig de Barcelona de 1842 ordenat pel regent Baldomero Espartero. En relació amb la plaça, de fet, va viure un temps en una torre a la vora.

## Història

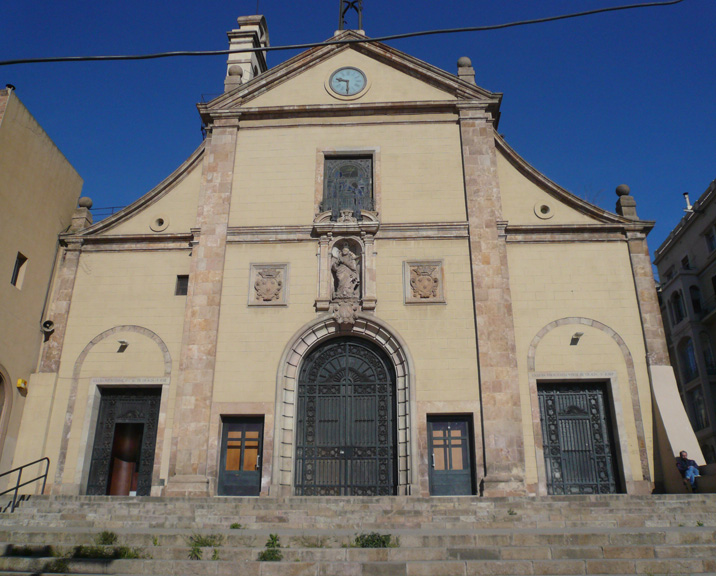
L'església dels Josepets (s. XVI-XVII), existent des dels orígens de Gràcia, es troba a la part alta de la plaça. N'és l'edifici més antic.

### Configuració
La plaça Lesseps està ubicada a la cruïlla de dos antics camins: el Camí del Mig que creuava perpendicularment els torrents i rieres del Pla de Barcelona i la via romana que comunicava Barcelona amb Sant Cugat. Es començà a configurar a partir del nucli urbanitzat que s'edificà a l'entorn de la parròquia dels Josepets, església de l'antic convent dels Carmelites fundat el 1626. Inicialment Plaça dels Josepets, nom popular dels frares carmelites descalços, el 1905 es rebatejà amb el nom de Ferdinand Lesseps.
Inicialment no era més que un eixamplament de l'antic camí romà, que després de diversos noms, ara són el carrer Gran de Gràcia i l'avinguda de la República Argentina. Estava delimitada al nord per la parròquia dels Josepets, al sud per la capella de Sant Onofre, a llevant per la masia Ca l'Alegre de Baix i a ponent per un nucli de cases del segle XVIII i un seguit de xiprers ja a tocar del convent dels Josepets.

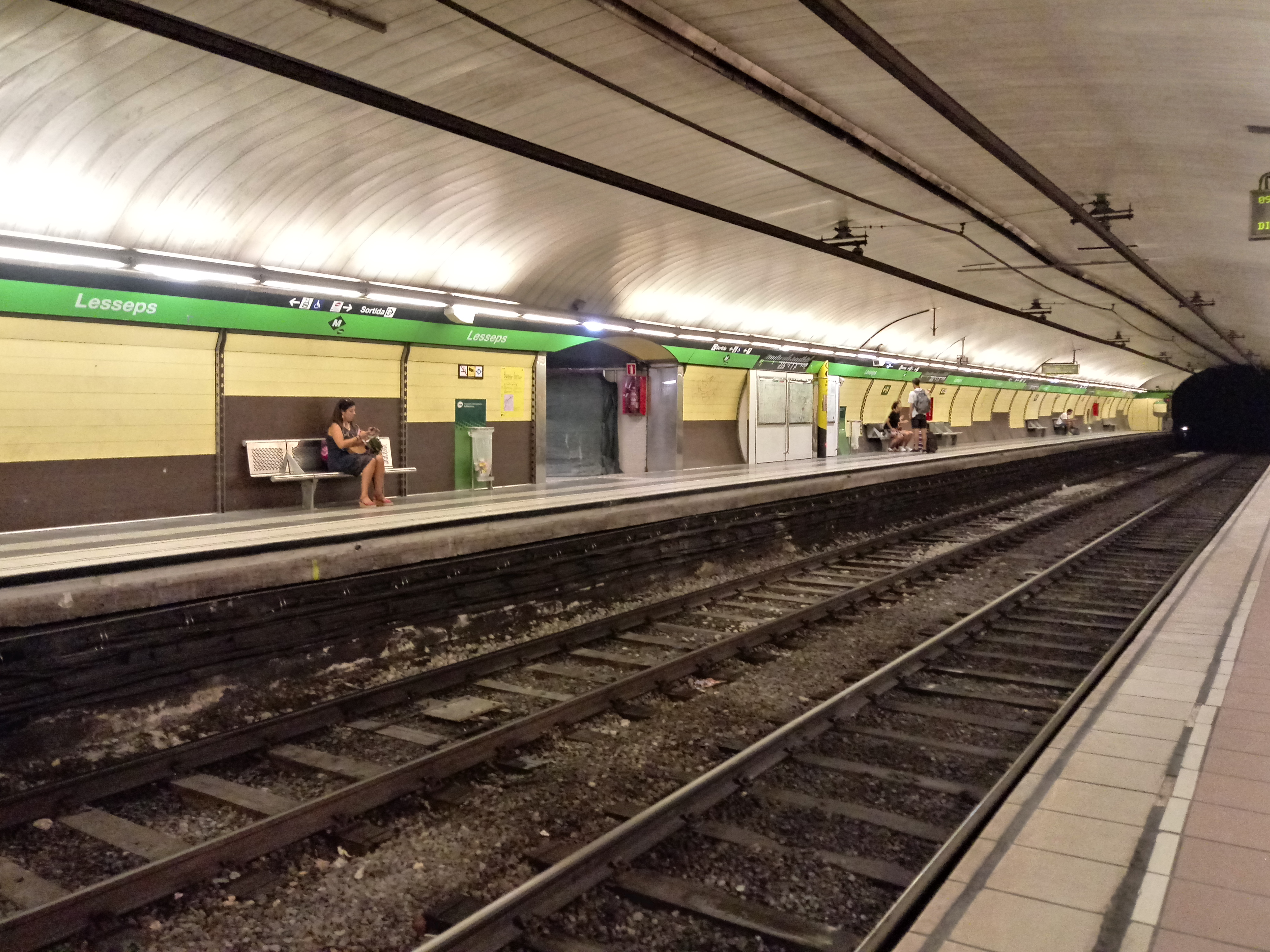
L'estació de metro de Lesseps (1924), que pertany a la línia 3.

### Transport
El 1872 va tenir una de les primeres línies de tramvia. La tracció era de cavalls i a la plaça hi havia les cotxeres. El 1899 hi arribà el tramvia elèctric. El 30 de desembre de 1924 s'inaugurà la primera línia de metro de la ciutat, de Catalunya a Lesseps, anomenada Gran Metro, actual línia 3. L'any 2000 van començar les obres de la línia 9 del metro, encara inacabades. El 2015 es va enretirar la gran grua del metro, però es tornarà a esventrar quan tornin les obres de la L9 (la tuneladora és a sota).

### Reformes
La plaça ha sofert moltes reformes. El 1892 l'Ajuntament va expropiar els terrenys de la capella de Sant Onofre i l'enderrocà, per eixamplar l'entrada a la plaça des del carrer Gran de Gràcia. La modificació més notòria fou el 1958, quan s'enderrocà la masia Ca l'Alegre de Baix, i els seus terrenys passaren a formar part de la plaça, inclosa la plaça de la Creu, que hi havia davant de l'escola Rius i Taulet, construïda el 1957. La plaça de la Creu s'havia format el 1908, quan l'Ajuntament va comprar part dels terrenys de la masia per a perllongar el carrer de Pérez Galdós i comunicar-lo amb l'avinguda de l'Hospital Militar (actual avinguda de Vallcarca), per la qual cosa va caldre enderrocar una part de la masia. Les obres es completaren el 1965, quan també s'enderrocaren les cotxeres del tramvia, a la banda alta de la plaça, connectant la Travessera de Dalt amb Príncep d'Astúries (actual Riera de Cassoles).

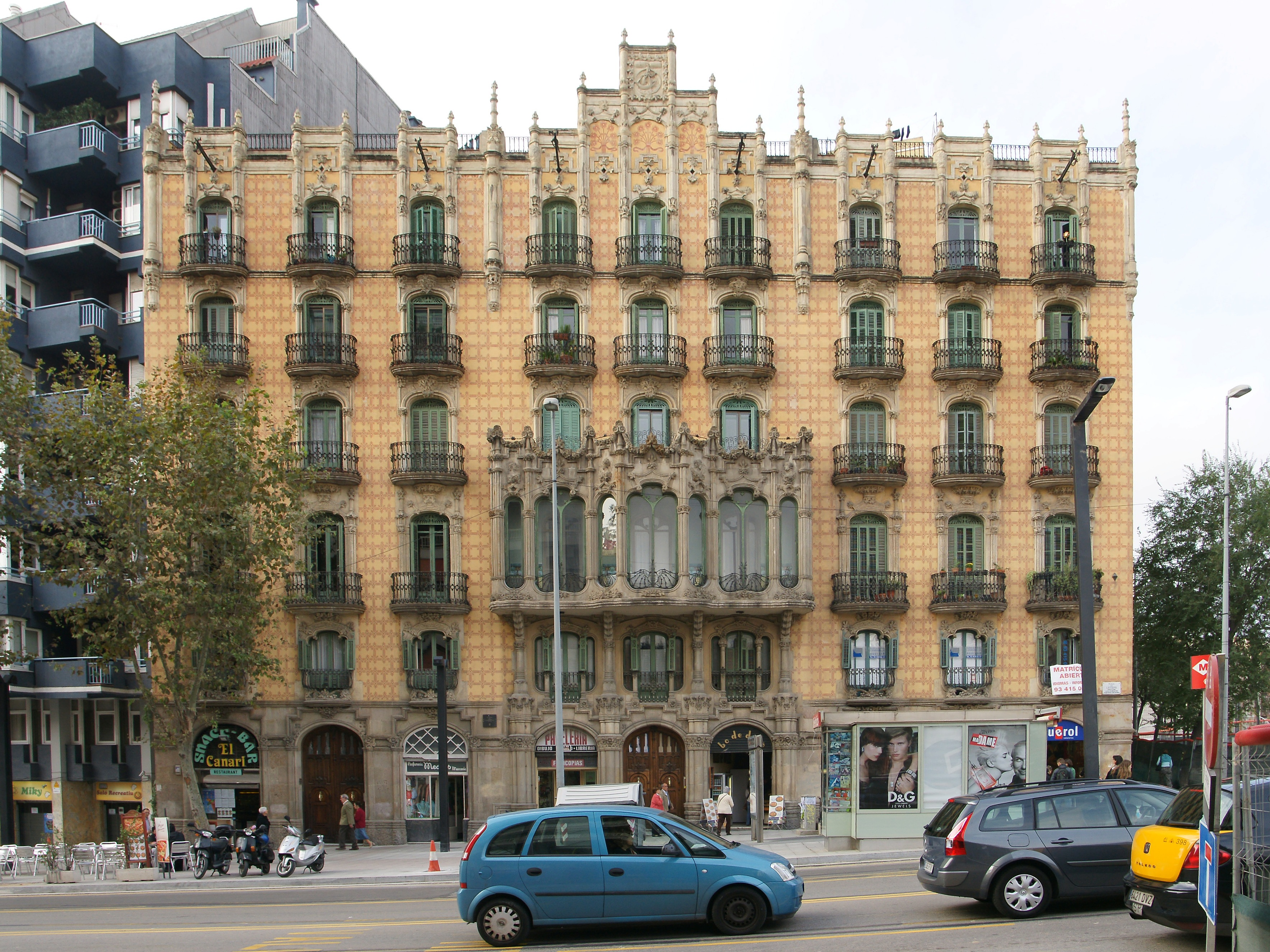
Les Cases Ramos (1906) se situen a la part baixa de la plaça.

Per a la prolongació de la ronda General Mitre, el 1971 van començar les obres d'enderrocament dels edificis de l'illa Lesseps-Septimània-Homer-Bisbe Morgades, que van suposar la desaparició de totes les cases de la vorera mar d'aquest últim carrer, que també va desaparèixer, passant les de la banda de muntanya a integrar-se a la ronda del General Mitre. L'amplària de la nova via resultant va propiciar però que nous edificis podien tenir una alçada de 9 plantes.

El 1972, l'Ajuntament de l'alcalde Josep Mª de Porcioles tenia la pretensió de fer passar el Cinturó de Ronda a través d’un pas elevat sobre la plaça, però l'enfrontament veïnal ho va impedir. Destituït Porcioles el 1973, l'alcalde Enric Masó va consensuar amb els veïns la reforma, que va concloure el 1979.

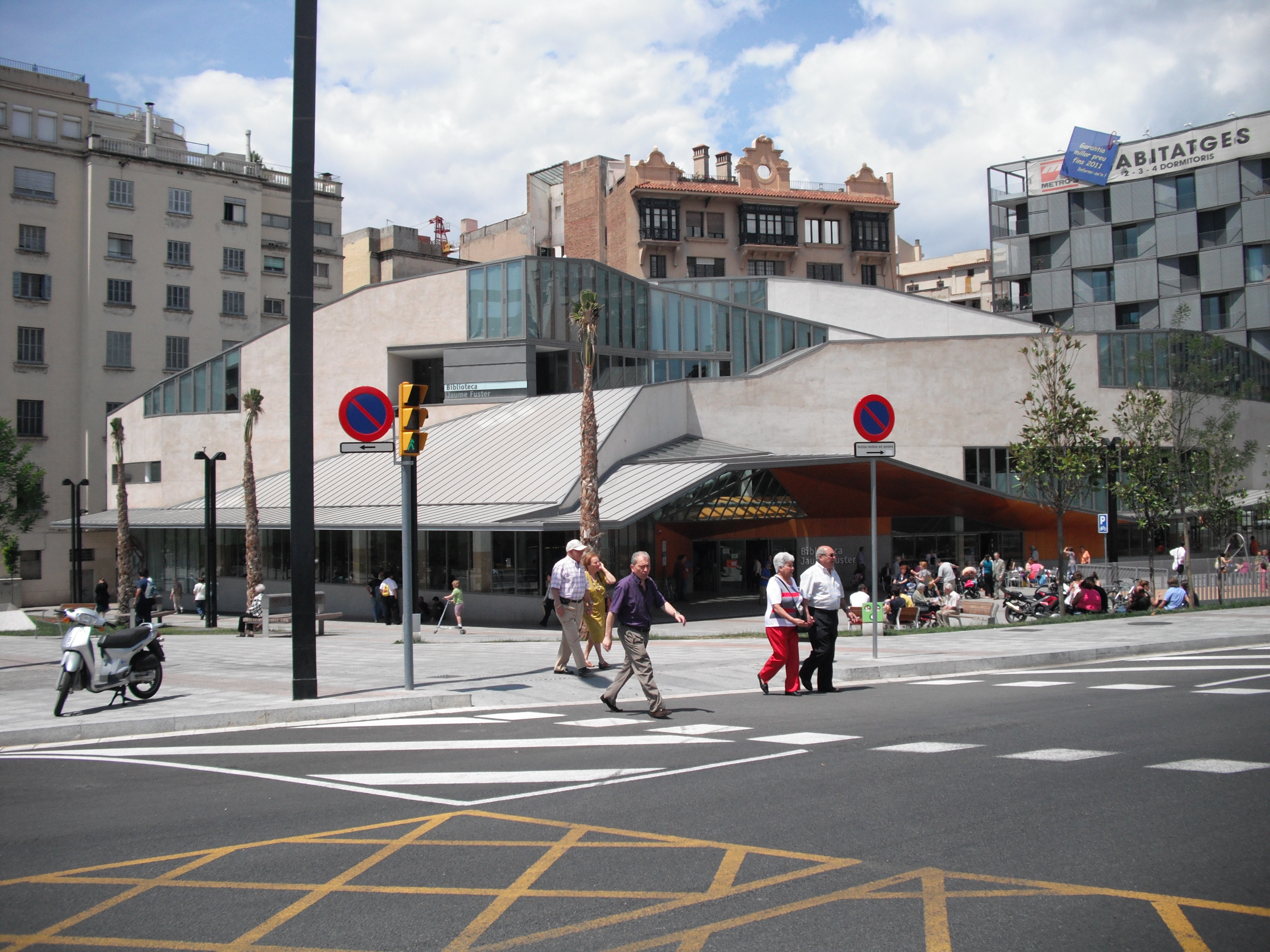
La Biblioteca Jaume Fuster (2005), a la part alta de la plaça.

El 2005 es construí la biblioteca Jaume Fuster, on hi havia hagut les cotxeres del tramvia, que s'ha convertit en una de les biblioteques més concorregudes de la ciutat i un punt de trobada per als barris del seu entorn.

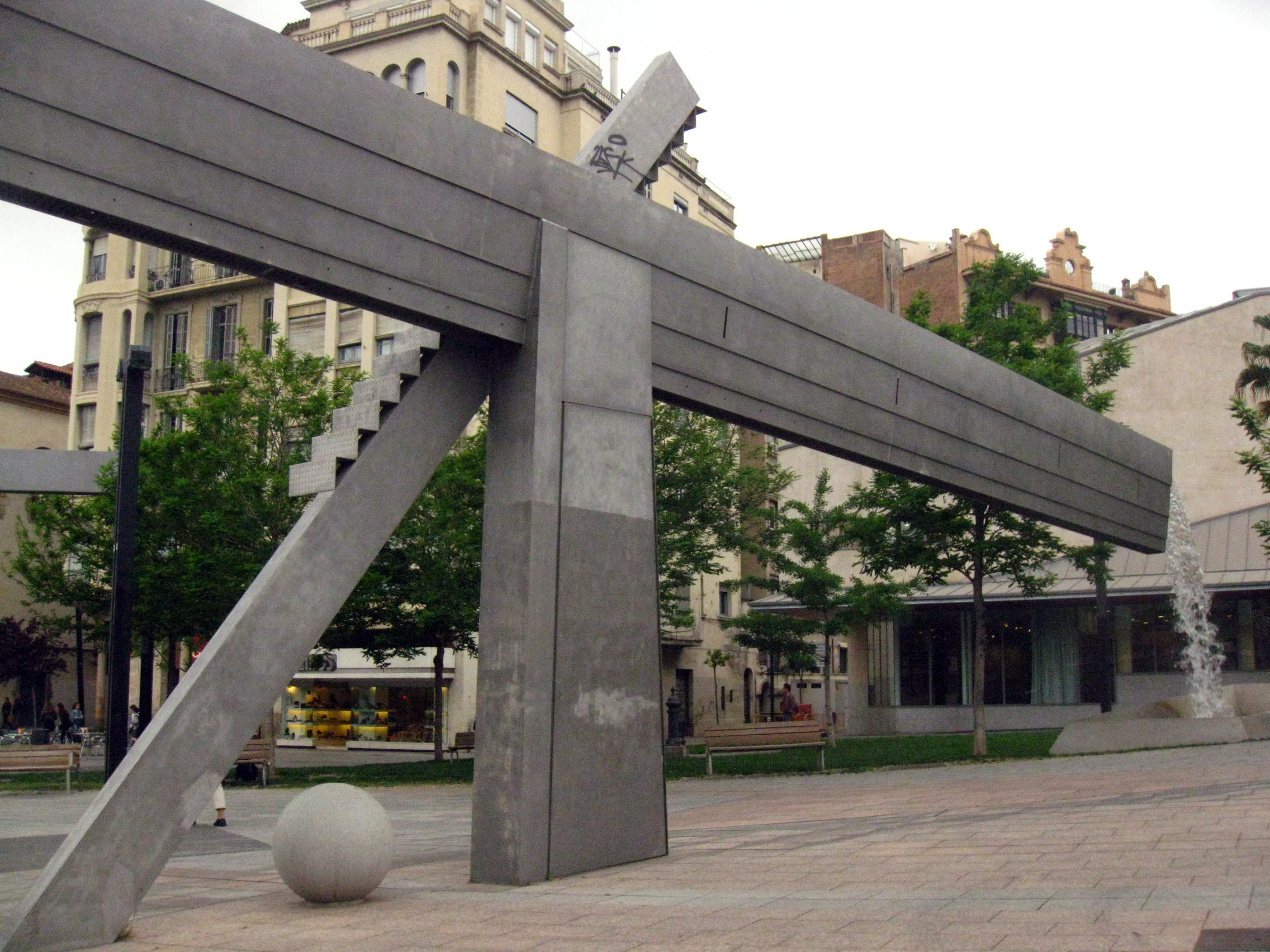
El canal de Suez, d'Albert Viaplana

El 5 d'abril del 2009 l'alcalde Jordi Hereu va inaugurar la reforma iniciada el 2000, en un projecte de l'arquitecte Albert Viaplana, que uneix a peu pla els quatre barris que l'envolten (la Vila de Gracia, la Salut, Vallcarca i el Putxet), a diferència de l'anterior reforma, que requeria escales i rampes per creuar-la. El projecte, molt criticat pels veïns, inclou unes estructures metàl·liques que recorden el canal de Suez, dissenyat per Ferdinand de Lesseps. El component més monumental és la gran estructura de forma paral·lelepípeda, que replica en mida i de manera simètrica el vestíbul que hi haurà sota seu, que connectarà les línies 3 i 9 del Metro i el qual està previst que mitjançant un lluernari tingui llum natural i es vegi des de l’exterior. Aquesta estructura paral·lelepípeda, conjuntament amb les jardineres enlairades, la canalera del brollador, el conjunt d’esferes i les torres inclinades de l’enllumenat, fan que la plaça sigui com un parc d'escultures transitables. També hi ha un seguit de parterres entre els quals discorren camins d’accés, àrees de descans, un parc infantil i un amfiteatre, que permet fer-hi concerts i espectacles.